# Syrisca mamillata
Syrisca mamillata är en spindelart som beskrevs av Lodovico di Caporiacco 1941. Syrisca mamillata ingår i släktet Syrisca och familjen sporrspindlar.
Artens utbredningsområde är Etiopien. Inga underarter finns listade i Catalogue of Life.